# 大萬世居
大萬世居又称大万围，是位于深圳市坪山区的一座古堡式客家圍屋，现已是广东省文物保护单位，现已经修整并对外开放。

## 概况
大万世居始建于清乾隆中期（约1763年），落成于乾隆五十六年（公元1791年）前，是由曾氏客家人曾传周（字端义）所建。
围屋坐西北向东南，主体建筑呈平面正方形，占地16129平方米，是以宗祠为中心来组织院落的古代建筑群。围屋呈中轴线对称布局，有内、外两重墙围合，内、外墙四角设有高三层的碉楼、角楼；围屋正面设门楼，上塑“大万世居”四字屋名；门前有禾坪、月池，围屋后有钟楼；围屋核心为家族祠堂，四周环绕设置有横屋等功能建筑。

## 保护
- 1984年9月，深圳市人民政府公布为市级文物保护单位[參 1]
- 2002年7月，广东省人民政府公布为省级文物保护单位[參 1]
- 2018年，列入深圳市提升改造“十大特色文化街区”[參 3]